# Мелларт, Джеймс
Джеймс Ме́лларт (англ. James Mellaart; 14 ноября 1925, Лондон — 29 июля 2012) — британский археолог, получивший известность как исследователь неолитических поселений Чатал-Хююк и Хаджилар в Турции. Ряд скандалов, связанных с его именем (в частности, обвинения в сделках на чёрном рынке древностей), привели к тому, что в 1960-е гг. ему запретили вести дальнейшие раскопки в Турции.
В 2005 г. Мелларт ушёл в отставку с профессорской должности, проживал в Северном Лондоне вместе с женой.

## Биография
Родился в Лондоне. Преподавал в Стамбульском университете, был помощником директора Британского института археологии в Анкаре. С 1951 года возглавлял раскопки ряда археологических памятников Турции вместе со своей женой Арлетт, рождённой в Турции. Помог выявить керамику «шампанского стекла» в западной Анатолии, относящуюся к позднему Бронзовому веку, что, в свою очередь, помогло в 1954 г. открыть Бейджесултан. После завершения экспедиции в 1959 году участвовал в публикации её результатов. В 1964 г. начал читать лекции по археологии в Анкаре.

## Скандал с Дораком
В 1965 г. Мелларт сообщил о новых богатых находках в Дораке Сетону Ллойду из Британского института археологии в Анкаре. По его словам, он обнаружил предметы ещё в 1958 г., но раньше не мог получить разрешения на публикацию. Когда это сообщение опубликовали в газете The Illustrated London News, турецкие власти захотели знать, почему их не поставили в известность и где были обнаружены артефакты.
Мелларт заявил, что видел сокровища в доме молодой женщины, с которой познакомился в Измире. Женщина якобы не позволила ему фотографировать предметы, но позволила их зарисовать. Оказалось, что её имя — Анна Папастрари — не было в Измире никому известно, а её адрес оказался ненастоящим. В связи с этим турецкие власти лишили Мелларта визы в связи с подозрением в контрабанде древностей. Позднее Мелларту разрешили вновь вернуться в страну.

## Раскопки Чатал-Хююка

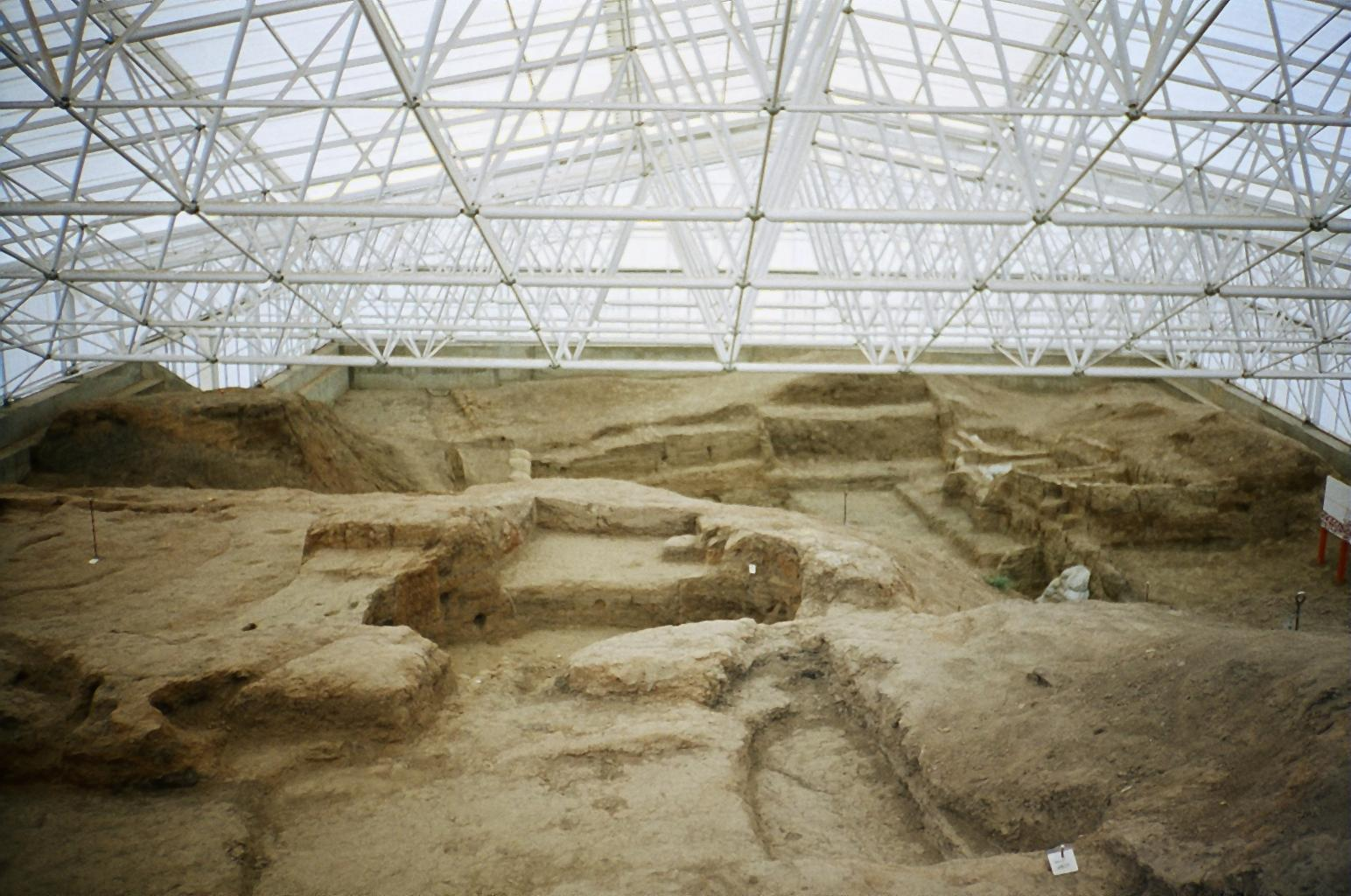
Раскопки Чатал-Хююка

Команда Мелларта, начавшая раскапывать Чатал-Хююк в 1961 г., обнаружила более 150 помещений и зданий, некоторые были украшены настенными росписями, штуковыми рельефами и скульптурами. Это был важный памятник, который помог в значительной мере продвинуть знания о ранних поселениях Ближнего Востока.
По мнению Мелларта, Чатал-Хююк играл важную роль в культе матери-богини. С этим не согласились многие другие археологи, которые даже обвинили Мелларта в том, что тот сочинил ряд местных мифов в поддержку своей теории. Из-за возникшего скандала турецкие власти закрыли доступ к памятнику, и раскопки возобновились лишь в 1990-е годы.

## Подделки
Исследования, проведённые после смерти Мелларта, показали его причастность к подделке ряда известных археологических артефактов, в том числе надписи на лувийском языке о нашествии «народов моря», якобы найденной в конце XIX века. Были обнаружены черновые заготовки Мелларта с набросками фресок, которые он позднее опубликовал.

## Сочинения
- Mellaart, James : Anatolian Chronology in the Early and Middle Bronze Age ; Anatolian Studies VII, 1957
- Mellaart, James : Early Cultures of the South Anatolian Plateau. The Late Chalcolithic and Early Bronze Ages in the Konya Plain; Anatolian Studies XIII, 1963
- Mellaart, James : Çatalhöyük, A Neolithic Town in Anatolia, London, 1967
- Mellaart, James : Excavatians at Hacilar, vol. I—II
- Мелларт Джеймс. Древнейшие цивилизации Ближнего Востока / Пер. с англ. Е. В. Антоновой. Пред. Н. Я. Мерперта. — М.: Наука, Главная редакция восточной литературы, 1982. — 152 с. — Серия «По следам исчезнувших культур Востока».